# 리비아 국민군
리비아 국민군(아랍어: الجيش الوطني الليبي, LNA) 또는 리비아 아랍 국민군(아랍어: الجيش الوطني العربي الليبي)은 2015년 3월 2일 칼리파 하프타르가 리비아의 육군원수로 임명되었을 때 창립된 민족통합군 성격을 지닌 리비아의 군대다. 창립 당시 육군, 공군, 해군 부대를 보유하고 있었다.
리비아 국민군의 부대 중 절반은 마드칼파 부족을 비롯한 다양한 민병대로 구성되어 있으며, 나머지 절반은 수단, 차드, 러시아에서 온 용병들로 이루어져 있는데 모두 리비아 국민군의 효율적인 부대다. 리비아 국민군은 공군 부대도 있으며, 리비아 해군 대부분은 리비아 국민단결정부를 지지하였다.

## 같이 보기
- 제2차 리비아 내전